# Los Walkers
Los Walkers fue una banda de pop-beat argentino durante la segunda mitad de la década de 1960 e inicios de los 70s.

## Historia
Desde sus comienzos, a mediados de 1966, en un club del barrio de San Telmo, hasta mediados de 1970, Los Walkers fueron adaptando su estilo, siendo por momentos el grupo más exitoso después de Los Gatos.
Luego de presentarse al programa La Escala Musical, el productor Carlos Bayón los contrató por sus condiciones vocales como segundas figuras después de Los Shakers.
Fuertemente influenciados por el beat británico y después de dos álbumes en los que combinaron canciones propias con gran cantidad de covers (incluyendo "Gloria", "The Letter", "Tobacco Road" e incluso "Honey" de Bobby Goldsboro), Los Walkers flirtearon con las tendencias más psicodélicas del momento y grabaron lo que fue considerado como su mejor trabajo: Walking Up With Los Walkers, grabado en 1969.
Su primer hit fue La carta, un single de 1967 que llegó a vender 80.000 copias. Le siguieron numerosos simples, en su mayoría covers extranjeros, como  Gloria  y Agárrate (Ambos bajo el sello Music Hall) y Llámame relámpago (de The Who), con presentaciones habituales en TV y con el respaldo discográfico de tres LPs editados.
En marzo de 1968, presentaron el tema Tamborín Verde y en abril de dicho año su segundo larga duración. El 25 de mayo de aquel año salió a la venta su versión de Jennifer Ecclés y en agosto dieron su primer recital en el teatro Payró junto a Los Gatos.
A finales de 1967, Roberto Antonio reemplaza a Daniel Polak en la batería. A fines de 1968, el cantante uruguayo "Polo", ex Mockers, reemplazó a Rover y al poco tiempo, Tata abandonaría la banda y su reemplazante sería Machi Rufino, quien años más tarde integraría Pappo's Blues e Invisible.
En 1968 también actuaron en dos recitales en la localidad de Acassuso e hicieron giras por el interior de Argentina y por países limítrofes. Actuaron en dos películas: Digan lo que digan, con Raphael, a fines del '67 y Un muchacho como yo, con Palito Ortega, en marzo del '68.
Para el tercer longplay se volcaron hacia composiciones propias en castellano, con poca repercusión en ventas. A comienzos de 1970 grabaron dos temas de Litto Nebbia, Piensa en mañana y Tiempo, que tampoco lograron despertar interés en el público.
Y ese mismo año realizaron uno de sus últimos conciertos en el Teatro Maipo.

## Integrantes
- Carlos Altamirano / voz, guitarra, armónica y teclados
- Roberto "Rover" Jorge / guitarra, voz y teclados
- Ignacio Tata / bajo
- Daniel Polak / batería
- Roberto 'Corre' López / Batería
- Polo Pereira / Guitarra, Voz
- Machi Rufino / Bajo

## Filmografía
- 1968:Un muchacho como yo.
- 1967: Digan lo que digan'.

## Albumes
- Los Walkers – LP 720 - 1967
- Nosotros Los Walkers – LP 2001 - 1968
- Walking Up Con Los Walkers – LP 2047 - 1969

## Doble  (EP)
- Las campanas de San Francisco / Tamborín verde / Lady Madonna / Puedo tocar el aire - Doble 60.298 - 1968

## Simples
- Gloria / Agarrate (Hold Tight) - Simple 30.924 - 11/09/67
- La carta / Fuera de tiempo - Simple 30.968 - 29/11/67
- Algo me sucedió ayer / Tamborín verde - Simple 31.017 – 13/03/68
- Jennifer Ecles / Enciende tu lámpara de amor - Simple 31.062 - 23/05/68
- Ella lo Tiene Todo / Hola Te Quiero - Simple 31122 – 06/09/68
- Chica triste / Trata de verme - Simple 31.135 - 01/10/68
- Llamame Relámpago / Verás feliz el amanecer - Simple 31.193 - 12/02/69
- Miel silvestre / Ahora me amas - Simple 31.256 – 1969
- 999 Marina / Gracias amigo - Simple 31.293 - 1969
- Balada para un loco / Vuelve conmigo - Simple 31.348 - 1969
- Ay mi amor / Tú y yo - Simple 31354 - 1969
- Piensa en mañana / Tiempo - Simple 31.398	 - 1970

## Temas interpretados
- Out of time
- Once a years
- Hay buena gente hoy
- La carta
- Agárrate
- Our world
- Llámame relámpago
- Piensa en mañana
- Solo Puedo Darte Todo
- Fuera De Tiempo
- Tiempos Felices
- Silencio
- Gloria
- Chica Triste
- La Carta
- El Príncipe Gaetano Del Norte
- Es Difícil Amarte
- Mujeres Perdidas
- No Puedo Decirlo
- Camino Del Tabaco
- Tiempo